# Tiberius Claudius Fortis
Tiberius Claudius Fortis war ein im 2. Jahrhundert n. Chr. lebender Angehöriger des römischen Ritterstandes (Eques).
Durch ein Militärdiplom, das auf den 2. Juli 133 datiert ist, ist belegt, dass Fortis 133 Kommandeur der Cohors I Britannica war, die zu diesem Zeitpunkt in der Provinz Dacia Porolissensis stationiert war. Er stammte aus Capua.